# Butantã
 (septembre 2021).
La mise en forme du texte ne suit pas les recommandations de Wikipédia : il faut le « wikifier ».
Les points d'amélioration suivants sont les cas les plus fréquents :
- Les titres sont pré-formatés par le logiciel. Ils ne sont ni en capitales, ni en gras.
- Le texte ne doit pas être écrit en capitales (les noms de famille non plus), ni en gras, ni en italique, ni en « petit »…
- Le gras n'est utilisé que pour surligner le titre de l'article dans l'introduction, une seule fois.
- L'italique est rarement utilisé : mots en langue étrangère, titres d'œuvres, noms de bateaux, etc.
- Les citations ne sont pas en italique mais en corps de texte normal. Elles sont entourées par des guillemets français : « et ».
- Les listes à puces sont à éviter, des paragraphes rédigés étant largement préférés. Les tableaux sont à réserver à la présentation de données structurées (résultats, etc.).
- Les appels de note de bas de page (petits chiffres en exposant, introduits par l'outil «  Source ») sont à placer entre la fin de phrase et le point final[comme ça].
- Les liens internes (vers d'autres articles de Wikipédia) sont à choisir avec parcimonie. Créez des liens vers des articles approfondissant le sujet. Les termes génériques sans rapport avec le sujet sont à éviter, ainsi que les répétitions de liens vers un même terme.
- Les liens externes sont à placer uniquement dans une section « Liens externes », à la fin de l'article. Ces liens sont à choisir avec parcimonie suivant les règles définies. Si un lien sert de source à l'article, son insertion dans le texte est à faire par les notes de bas de page.
- La présentation des références doit suivre les conventions bibliographiques. Il est recommandé d'utiliser les modèles {{Ouvrage}}, {{Chapitre}}, {{Article}}, {{Lien web}} et/ou {{Bibliographie}}. Le mode d'édition visuel peut mettre en forme automatiquement les références.
- Insérer une infobox (cadre d'informations à droite) n'est pas obligatoire pour parachever la mise en page.

Pour une aide détaillée, merci de consulter Aide:Wikification.
Si vous pensez que ces points ont été résolus, vous pouvez retirer ce bandeau et améliorer la mise en forme d'un autre article.
Butantã est un district situé dans zone ouest de la ville de São Paulo et est administré par la sous-préfecture de Butantã. Il a 12,5 kilomètres carrés, étant délimité à l'est par la rive de la Pinheiros. La région est marquée par une hétérogénéité socio-économique. Le long de la rivière, il y a un quartier jardin de haut de niveau, le City Butantã, semblable aux jardins América et Europa, situé sur l'autre rive de la rivière Pinheiros.
Le quartier borde les quartiers suivants : Pinheiros, Alto de Pinheiros, Jaguaré, Morumbi, Vila Sônia, Rio Pequeno et Raposo Tavares.
Quartiers du district de Butantã : City Butantã ; Vila Indiana ; Jardim Rizzo ; Vila Pirajussara ; Conjunto Residencial Butantã (également connu comme Inocoop) ; Jardim Christi ; Jardim Ademar ; Jardim Previdência ; Caxingui ; Rolinópolis; Jardim Esmeralda; Vila Gomes ; Jardim Bonfiglioli ; Jardim São Gilberto ; Cidade dos Bandeirantes; Jardim Matarazzo; Jardim Pinheiros. Le tout avec un profil principalement résidentiel, avec quelques couloirs commerciaux : les avenues Vital Brasil, Corifeu de Azevedo Marques, Engenheiro Heitor Antônio Eiras Garcia, Eliseu de Almeida, Comendador Alberto Bonfiglioli et Professor Francisco Morato, en plus des rues comme Alvarenga, Camargo et MMDC.
Butantã est également traversé par les premiers kilomètres de l'autoroute Raposo Tavares. A noter également dans le quartier la Cité universitaire, siège de l'Université de São Paulo, et, à côté de l'université, l'Institut Butantan. Au recensement de 2000, elle avait une population de 52649 habitants. Le district est desservi par la ligne 4 – Jaune du métro de São Paulo à travers la station Butantã, inaugurée le 28 mars 2011, et la station São Paulo–Morumbi, inaugurée le 27 octobre 2018. Ce dernier est situé à la frontière avec les districts de Morumbi et Vila Sônia.

## Toponyme
"Butantã" est un terme dans la língua geral paulista : il signifie "terre très dure", par la jonction de yby (terre, sol) et atã-atã (très dur).

## Histoire
La région de Butantã était une voie de passage pour les bandeirantes et les jésuites se dirigeant vers l'intérieur du pays. C'est dans la région de Butantã qu'Afonso Sardinha a installé le premier entrepôt de sucre de la ville de São Paulo, grâce à une sesmaria obtenue en 1607. Les terres de l'ancienne sesmaria avaient plusieurs noms : Ybytatá, Uvatantan, Ubitatá, Butantan et, enfin, Butantã.

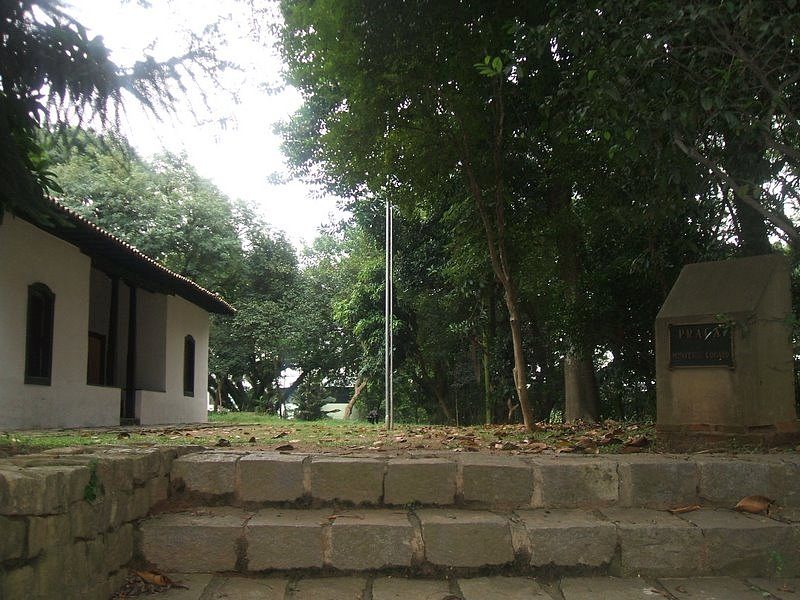
Casa do Bandeirante située sur la praça Monteiro Lobato.

Après l'expulsion des jésuites du Brésil en 1759, leurs terres ont été confisquées et vendues. L'un des derniers propriétaires était la famille Vieira de Medeiros qui a vendu le terrain à la Companhia City Melhoramentos en 1915, responsable de l'urbanisation des rives de la rivière Pinheiros . Deux bâtiments historiques situés dans la région de Butantã datent des XVIIe et XVIIIe siècles, respectivement la Casa do Sertanista et la Casa do Bandeirante, toutes deux classées monuments historiques. La région de Butantã était composée de sites, comme le Sítio Butantã, le Sítio Rio Pequeno, le Sítio Invernada Grande ou Votorantim, le Sítio Campesina ou Lageado et le Sítio Morumbi. Le développement du quartier débute en 1900, notamment avec l'implantation de l'Institut Butantan et de la Cité universitaire.

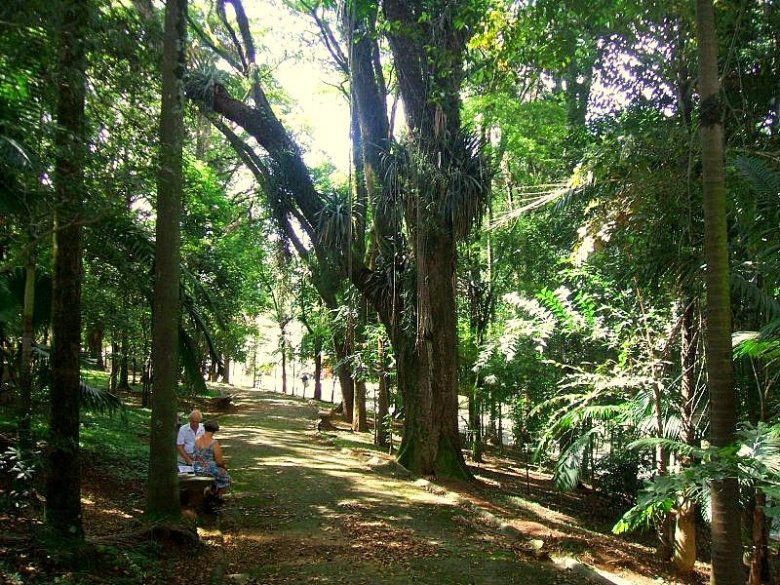
Parc de l'Institut Butantan

L' Institut Butantan a été officiellement ouvert en 1901. Son origine est associée à la lutte contre la peste bubonique, qui vers 1898 provoqua une épidémie à Santos, sur la côte de São Paulo. Pour produire le sérum contre la peste, une zone en dehors du périmètre urbain de la ville de São Paulo a été choisie. Ainsi, un laboratoire a été installé à côté de l'Institut bactériologique, sur la ferme Butantã, qui, deux ans plus tard, a été rebaptisé Institut serumthéraphique, commençant à travailler dans le domaine de la recherche et de la production de sérums, sous la coordination du médecin Vital Brazil. Ce n'est qu'en 1925 que le nom officiel est devenu Instituto Butantã, actuellement rattaché au Sécretariat d'État de la Santé. L'ensemble architectural a été classé par patrimoine historique en 1981. L'endroit où est installé l'Institut n'est qu'une partie de la propriété qui couvrait également le campus de l'Université de São Paulo.

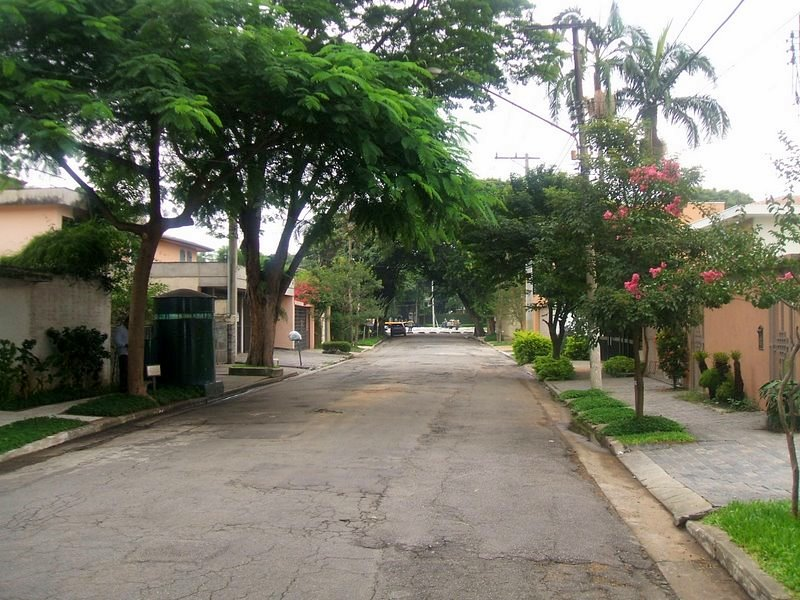
Apparition d'une rue dans le district.

À partir des années 1920, les premiers quartiers ont commencé à apparaître, tels que Vila Butantã, Vila Lageado et Cidade Jardim. Dans les années 1930, les quartiers de Peri Peri, Vila Clotilde, Vila Gomes, Água Podre et Caxingui voient le jour. Dans les années 1940 et 1950, les quartiers étaient Jardim Guedala, Previdência, Vila Progredior, Vila Hípica, Jardim Ademar, Jardim Trussardi, Vila Pirajussara. Dans les années 1940, la Companhia Imobiliária Morumby a divisé les derniers lots de l'ancienne Fazenda Morumbi. Jusqu'alors occupée par de petites fermes et de petites fermes, Morumbi deviendra une zone résidentielle à partir de 1948. Son nom a deux interprétations : une corruption de Meru-obi, qui signifie "mouche verte", ou de Marâ-bi, qui signifie "lutte cachée". Entre les années 1950 et 1960, les quartiers de Rolinópolis, Jardim Esmeralda, Ferreira, Jardim Monte Kemel, Jardim Bonfiglioli, Jardim Pinheiros, entre autres, ont émergé.
Presque toute la zone couverte par la sous-préfecture de Butantã est conurbée avec les municipalités voisines de Taboão da Serra et Osasco. Les échanges entre ces communes et la commune de São Paulo sont intenses en termes de commerce, de services et de loisirs.